# Госейнабад-е Будже
Госейнабад-е Будже (перс. حسين ابادبوجه) — село в Ірані, у дегестані Ростак, у Центральному бахші, шагрестані Хомейн остану Марказі. За даними перепису 2006 року, його населення становило 0 осіб.

## Клімат
Середня річна температура становить 11,93 °C, середня максимальна – 30,98 °C, а середня мінімальна – -10,59 °C. Середня річна кількість опадів – 228 мм.
| Клімат поселення                              | Клімат поселення | Клімат поселення | Клімат поселення | Клімат поселення | Клімат поселення | Клімат поселення | Клімат поселення | Клімат поселення | Клімат поселення | Клімат поселення | Клімат поселення | Клімат поселення | Клімат поселення |
| Показник                                      | Січ.             | Лют.             | Бер.             | Квіт.            | Трав.            | Черв.            | Лип.             | Серп.            | Вер.             | Жовт.            | Лист.            | Груд.            |                  |
| Середній максимум, °C                         | 7,50             | 9,12             | 13,15            | 19,26            | 24,69            | 30,52            | 30,98            | 30,62            | 26,07            | 19,58            | 12,61            | 7,59             |                  |
| Середня температура, °C                       | −1,55            | 0,09             | 4,12             | 10,24            | 15,66            | 21,49            | 25,26            | 24,90            | 20,34            | 13,85            | 6,87             | 1,86             |                  |
| Середній мінімум, °C                          | −10,59           | −8,94            | −4,9             | 1,21             | 6,63             | 12,44            | 19,53            | 19,16            | 14,62            | 8,11             | 1,14             | −3,86            |                  |
| Норма опадів, мм                              | 37               | 36               | 42               | 28               | 20               | 3                | 2                | 1                | 0                | 6                | 22               | 31               |                  |
| Середньомісячна швидкість вітру, м/с          | 1.24             | 1.95             | 2.54             | 2.69             | 2.52             | 2.34             | 2.34             | 2.14             | 2.14             | 1.97             | 1.79             | 1.31             |                  |
| Середньомісячна сонячна радіація, кДж/м²·день | 9827             | 13047            | 15546            | 18774            | 22638            | 26804            | 25866            | 24409            | 21544            | 16176            | 11451            | 9462             |                  |
| --------------------------------------------- | ---------------- | ---------------- | ---------------- | ---------------- | ---------------- | ---------------- | ---------------- | ---------------- | ---------------- | ---------------- | ---------------- | ---------------- | ---------------- |
| Джерело:                                      |                  |                  |                  |                  |                  |                  |                  |                  |                  |                  |                  |                  |                  |